# Вопросы и ответы (Родина)
«Вопросы и ответы» (англ. «Q&A») — пятый эпизод второго сезона американского драматического телесериала «Родина», и 17-й во всём сериале. Премьера состоялась на канале Showtime 28 октября 2012 года.
Во время оригинального показа, эпизод посмотрели 2.07 миллионов зрителей, что делает его самым просматриваемым эпизодом сериала. Вместе с «Декстером», впервые две программы канала Showtime превысили два миллиона зрителей в ту же ночь.
Эпизод цитируется несколькими публикациями как один из лучших эпизодов телевидения 2012 года.

## Сюжет
Броуди (Дэмиэн Льюис) привели в неизвестное место и он один, в наручниках в комнате с камерами, наблюдающими за ним. Куинн (Руперт Френд) входит и начинает допрос, в то время как Сол (Мэнди Патинкин) и Кэрри (Клэр Дэйнс) наблюдают из другой комнаты. Он начинает с череды вопросов, разработанных так, чтобы заставить Броуди говорить много лжи. Броуди отрицает знание сына Абу Назира и заявляет, что он не носил пояс смертника и не был причастен к какому-либо заговору с Томом Уокером. Куинн затем показывает видео с признанием Броуди, которое они приобрели, и оставляет его наедине, чтобы подумать об этом. Когда Куинн возвращается, Броуди с готовностью признаётся в том, что он знал и любил Иссу, и что был зол на вице-президента Уолдена, но отрицает, что носил пояс смертника. Броуди хвастается тем, что ничего не произошло в том бункере, и что у них нет реальных доказательств против него. Когда он не может извлечь больше информации, Куинн взрывается в гневе и протыкает руку Броуди ножом. Куинн позже объясняет свои действия Солу тем, что «хорошему полицейскому нужен плохой».
Кэрри берёт допрос на себя и начинает его, выключая все камеры в комнате, хотя Сол и Куинн всё ещё слышат их. Она снимает наручники Броуди и даёт ему немного воды. Кэрри затем садится и вспоминает, как Броуди разрушил её карьеру и её жизнь, и спрашивает, чувствовал ли он хоть какую-то вину, делая так, и были ли у него чувства к ней, на что Броуди не отвечает. Она ловит Броуди на лжи по поводу видео с признанием и спрашивает его когда он в последний раз говорил правду. Кэрри говорит, что это может быть весело говорить правду, и обезоруживает Броуди, проболтавшись, что она хотела бы, чтобы он бросил свою семью и уехал с ней. Она описывает, как Абу Назир систематически сломил Броуди и перестроил его, и подробно пересказывает некоторые предыдущие теракты Абу Назира, которые привели к массовым жертвам среди гражданского населения, ссылаясь на мирных жителей как «Крисы, Даны и Джессики». Кэрри правильно предполагает, что телефонный звонок от Даны заставил Броуди не взрывать пояс. Она подчёркивает, что за всей ложью Броуди, он хороший человек, и что он тот самый Броуди, в которого она влюбилась. Кэрри характеризует Абу Назира и Уолдена как «монстров», которые будут убивать невинных людей, но что Броуди не такой монстр, потому что его поставили в такое положение так поступить, но он не взорвал пояс.
Кэрри спрашивает Броуди, какой план у Абу Назира. Броуди наконец ломается, признавшись, что Абу Назир планирует атаку на США, хотя он не знает её природы. Он даёт имена Ройи Хаммад, его обработчика, и Басселя, портного, который соорудил пояс смертника. Когда Броуди рассказывает о различных сообщников Аль-Каиды, с которыми у него была связь, он понимает, что сейчас они все мертвы. Позднее, Кэрри говорит Броуди его варианты. Он может быть разоблачён публично, дойти до суда и получить тюремный срок, или он может использовать своё положение, чтобы помочь ЦРУ предвидеть спланированное нападение Абу Назира, и никто не будет знать правду о нём.
Финн (Тимоти Шаламе) берёт Дану (Морган Сэйлор) на свидание. Финн гонит на красный свет, чтобы потерять из виду защиту Секретной службы, следующей за ним. Подростки смеются, когда они гоняют по улицам. Сворачивая в переулок, Финн случайно сбивает пешехода, серьёзно ранив её. Финн хочет скрыться с места происшествия, опасаясь последствий, если кто-нибудь узнает о том, что он сделал, в то время как Дана судорожно протестует. Они уезжают, когда они видят, как другой прохожий помогает травмированному пешеходу.
Броуди возвращается домой. Джессика (Морена Баккарин) снова требует правду о том, что делал Броуди, если он хочет, чтобы его приняли в их доме. Броуди говорит ей, что он работает с ЦРУ, «помогая в вопросах национальной безопасности».

## Производство
Сценарий к эпизоду написал Генри Бромелл, а режиссёром стала Лесли Линка Глаттер.

## Реакция

### Рейтинги
Во время оригинального показа, эпизод посмотрели 2.07 миллионов зрителей, что сделало его самым просматриваемым эпизодом до этого момента.

### Реакция критиков
Центральным местом эпизода была сцена допроса Кэрри с Броуди, которая была высоко оценена критиками. Тодд Вендерверфф из The A.V. Club назвал допрос «шедевром как актёрского, так и сценарного мастерства», при этом дав всему эпизоду оценку «A». Энди Гринуолд из Grantland.com сказал, что сцена была «лучшим, что я когда-либо видел на телевидении в этом году», отмечая актёрскую игру, а также сценарий Бромелла и работу Глаттер с камерой. Алан Сепинуолл из HitFix восхвалил его как «мастерски выстроенная последовательность» с «двумя невероятными выступлениями от Льюиса и Дэйнс.» Шон Т. Коллинз из «Rolling Stone» сказал, что «Вопросы и ответы» был «одним из самых напряжённых и волнующих эпизодов шоу - пожалуй, тот самый эпизод, к которому шёл весь сериал», но почувствовал, что эпизод затем был обрушен несчастным случаем Даны и Финна, критикуя его за то, что он является поворотом, в котором много от стиля мыльной оперы. Джеймс Понивозик из «TIME» назвал эпизод «дерзким и изнурительным часом телевидения», и был больше всего впечатлён «замечательными физическими выступлениями» от Клэр Дэйнс и Дэмиэна Льюиса.

### Награды
«Вопросы и ответы» был номинирован на несколько премий. На 65-й церемонии премии «Эмми», Генри Бромелл получил посмертную номинацию и выиграл премию за свой телесценарий, в категории лучший сценарий драматического сериала. Лесли Линка Глаттер была номинирована за лучшую режиссуру драматического сериала. Оба Клэр Дэйнс и Дэмиэн Льюис выдвинули этот эпизод на рассмотрение, в соответствующих категориях лучшая актриса в драматическом сериале и лучший актёр в драматическом сериале. Дэйнс победила в своей категории, а Льюис нет. Руперт Френд был номинирован как лучший приглашённый актёр в драматическом сериале за своё выступление в этом эпизоде. На 65-й церемонии премии Гильдии режиссёров США, Глаттер была номинирована за лучшую режиссуру драматического сериала.
В конце года, сразу несколько изданий упомянули «Вопросы и ответы» как одним из лучших эпизодов телевидения в 2012 году, включая «TIME», «TV Guide», «GQ» и «IndiWire».